# Кайеннская ржанка
Кайеннская ржа́нка (лат. Hoploxypterus cayanus) — вид птиц из семейства ржанковых.

## Распространение
Обитают в Аргентине, Боливии, Бразилии, Колумбии, Эквадоре, Французской Гвиане, Гайане, Парагвае, Перу, Суринаме, Тринидаде и Тобаго, а также в Венесуэле. Естественной средой обитания являются лесные реки, пруды в саванне, а также морской берег.

## Описание
Длина тела 21-24 см. Вес 54-84 г.

### Вокализация
Издают крик «киии-оо».

## Биология
Питаются насекомыми, но о диете мало что известно в деталях.
МСОП присвоил виду охранный статус LC.